# Es ist ein Schnitter

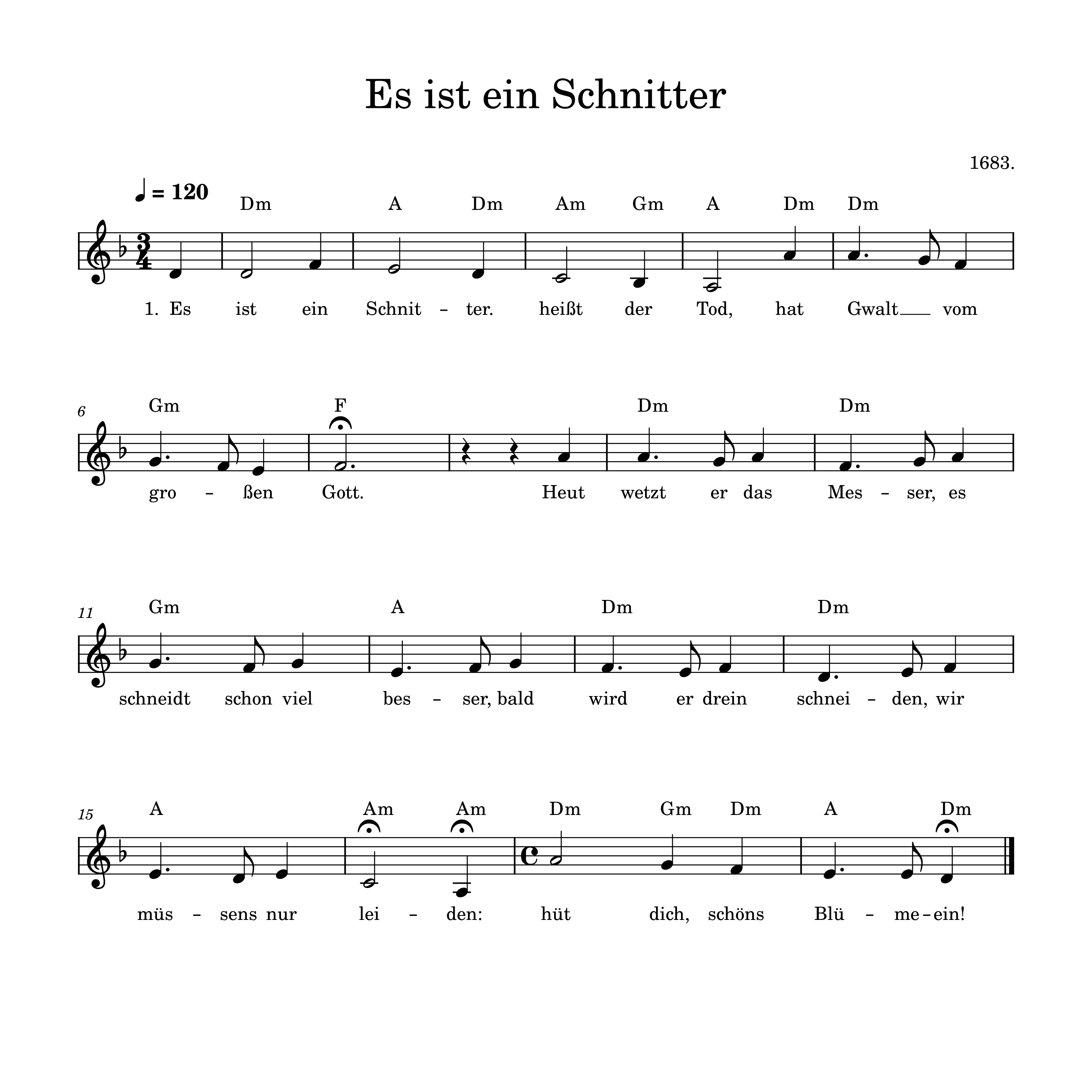
rahmenlos rahmenlos Notenblatt und Wiedergabe exakt nach dem Notenblatt (eine Strophe, Tempo 120 MM, Klavier, Tonart d-Moll) sowie Wiedergabe einer künstlerischen Bearbeitung (drei Strophen, Tempo 120 MM, Barockoboe, Altflöte, Holzblasinstrumente und Siebensaitige Gitarre, Tonart f-Moll)

Es ist ein Schnitter, heißt der Tod, auch Der Schnitter Tod oder einfach Schnitterlied genannt, ist ein deutsches Volkslied des 17. Jahrhunderts, dessen Verfasser unbekannt ist.

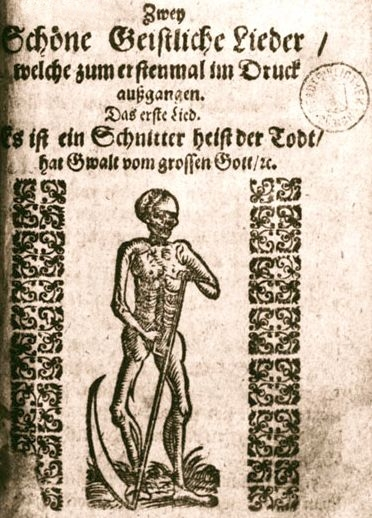
Illustrierte Liedflugschrift (ca. 1660)

Das Gedicht thematisiert den als Schnitter (Sensenmann) dargestellten Tod und die Vergänglichkeit der Menschen. Die unten wiedergegebene sechsstrophige Version des Liedes wurde unter dem Titel „Erndtelied. Katholisches Kirchenlied“ in Des Knaben Wunderhorn abgedruckt. Wie bei allen Volksliedern variiert die Länge des Textes in den verschiedenen überlieferten Fassungen, wobei der Mittelteil mit den Strophen über einzelne Blumen mehr oder weniger umfangreich ausfällt. Eine Fassung aus dem Jahr 1640 hat 80 Strophen.

## Hintergrund
Der früheste erhaltene Zeuge ist ein Flugblatt: „Ein schönes Mayenlied, Wie der Menschenschnitter der Todt die Blumen ohne vnderschid gehling abmehet. Jedermann Jung vnd Alt sehr nutzlich zu singen vnd zu betrachten. Gedruckt im Jahre 1638.“ Das erhaltene Exemplar trägt einen handschriftlich nachgetragenen Titel „Schnitterlied, gesungen zue Regenspurg da ein hochadelige junge Blume ohnversehen abgebrochen im Jenner 1637, gedichtet im jahr 1637“; der Text hat dort einen Umfang von 16 Strophen. Das Lied ist auch in katholische Gesangbücher des 17. und 18. Jahrhunderts eingegangen, besonders in die Gesangbücher des Martin von Cochem und in das Geistliche Psälterlein P. P. Societatis Jesu, In welchem Die ausserlesenste alte und neue Kirchen- und Hauss-Gesäng … verfasset ist (1668 u.ö.). Der Text ist auch unter verschiedenen anderen Titeln bekannt (Der Schnitter Tod, Erntelied). Johann Wolfgang von Goethe bemerkte in seiner Rezension von Des Knaben Wunderhorn zu dem Lied: „Katholisches Kirchen-Todeslied. Verdiente protestantisch zu seyn.“

## Text
Textfassung aus Des Knaben Wunderhorn
Es ist ein Schnitter, der heißt Tod,

Hat Gewalt vom höchsten Gott,

Heut wetzt er das Messer,

Es schneidt schon viel besser

Bald wird er drein schneiden,

Wir müssens nur leiden.

Hüte dich schöns Blümelein!

Was heut noch grün und frisch da steht,

wird morgen schon hinweggemäht:

Die edlen Narzissen,

Die Zierden der Wiesen,

Die schön’ Hyazinthen,

Die türkischen Binden.

Hüte dich schöns Blümelein!

Viel hundert tausend ungezählt,

Was nur unter die Sichel fällt:

Ihr Rosen, ihr Liljen,

Euch wird er austilgen

Auch die Kaiser-Kronen,

Wird er nicht verschonen.

Hüte dich schöns Blümelein!

Das himmelfarbe Ehrenpreis,

Die Tulipanen gelb und weiß,

Die silbernen Glocken,

Die goldenen Flocken,

Senkt alles zur Erden,

Was wird daraus werden?

Hüte dich schöns Blümelein!

Ihr hübsch Lavendel, Rosmarein,

Ihr vielfärbige Röselein,

Ihr stolze Schwertliljen,

Ihr krause Basiljen,

Ihr zarte Violen,

Man wird euch bald holen.

Hüte dich schöns Blümelein!

Trotz! Tod, komm her, ich fürcht dich nicht,

Trotz, eil daher in einem Schnitt.

Werd ich nur verletzet,

So werd ich versetzet

In den himmlischen Garten,

Auf den alle wir warten.

Freu dich du schöns Blümelein.

## Alternative Versionen
Clemens Brentano hat das Lied in seinen Werken wiederholt zitiert, zuerst im zweiten Teil seines Romans Godwi (1802), zuletzt in einer vierzehn Strophen langen, stark bearbeiteten Umdichtung, die in seinem Spätwerk Gockel, Hinkel und Gackeleia (1838), genauer in dessen drittem Teil, dem Tagebuch der Ahnfrau, erschien.
Durch die Publikation des Schnitterliedes im ersten Band der von Ludwig Achim von Arnim und Brentano herausgegebenen Sammlung Des Knaben Wunderhorn (1806) wurde der Liedtext im 19. Jahrhundert auch in weiteren Kreisen bekannt.
Auch die Zitate des Liedes in den Werken von Georg Büchner, Joseph von Eichendorff und Alfred Döblin und die zahlreichen Vertonungen des 19. Jahrhunderts gehen auf das Wunderhorn zurück.
| Anonymus | Wunderhorn | Brentano |
| --- | --- | --- |
| Es ist ein Schnitter, heißt der Tod, hat G’walt vom großen Gott. Heut wetzt er das Messer, es geht schon viel besser, bald wird er drein schneiden, wir müssens nur leiden. Hüt dich, schöns Blümelein! | Es ist ein Schnitter, der heißt Tod, Hat Gewalt vom höchsten Gott, Heut wezt er das Messer, Es schneidt schon viel besser, Bald wird er drein schneiden, Wir müssens nur leiden. Hüte dich schöns Blümelein! | Es ist ein Schnitter, der heißt Tod, Er mäht das Korn, wenn’s Gott gebot; Schon wetzt er die Sense, Daß schneidend sie glänze, Bald wird er dich schneiden, Du mußt es nur leiden; Mußt in den Erntekranz hinein, Hüte dich schöns Blümelein! |

## Vertonungen
- Louise Reichardt, Vier und zwanzig Alte deutsche Lieder aus dem Wunderhorn (1810)
- Felix Mendelssohn Bartholdy, Erntelied aus Zwölf Gesänge, op. 8, Nr. 4 (1828)
- Robert Schumann, Romanzen und Balladen II, Nr. 1, op. 75 (1849)
- Max Reger, Neun ausgewählte Volkslieder, Nr. 9, WoO (1899)
- Julius Röntgen, Symphonie Nr. 5, Der Schnitter Tod (1926)
- Armin Knab, Wunderhorn-Lieder

## Bearbeitungen
- Robert Schumann, Schnitter Tod, d-Moll, op. 75,1 (1849). In: Romanzen und Balladen II
- Johannes Brahms, Vierzehn deutsche Volkslieder, Nr. 13, WoO 34 (1864)
- Felicitas Kukuck, Es ist ein Schnitter, heißt der Tod (6 Variationen für Klavier, ca. 1939/1943, UA 1942 in Berlin) (auch für Flöte und Orgel)
- Karl Schiske, Sonate für Violine und Klavier (1943). Die Reprise des zweiten Satzes verwendet das Lied aus dem Dreißigjährigen Krieg als Cantus firmus.
- Johann Nepomuk David, Es ist ein Schnitter, heißt der Tod (Dies Irae), Choralwerk X. Heft (1947)
- Hugo Distler, Totentanz op. 12, 2. Motette (1934). Für die zweite Aufführung des Totentanzes (Kassel, November 1934) komponierte Distler zusätzlich kurze Variationen des Liedes Es ist ein Schnitter, heißt der Tod für Flöte solo, die seitdem teilweise mitaufgeführt werden, eingeschoben jeweils zwischen gesprochenem und gesungenem Vers.
- Herbert Collum schrieb 1944/45 unter dem Eindruck der Zerstörung Dresdens Orgelvariationen über das Volkslied und nannte sein Werk Totentanz.
- Die 1947 uraufgeführte Oper Dantons Tod von Gottfried von Einem und Boris Blacher endet mit diesem Lied.
- Bernd Alois Zimmermann, Es ist ein Schnitter, heißt der Tod, für gemischten Chor (SATB) a capella (1947)
- Die norddeutsche Gruppe Liederjan veröffentlichte 1979 auf ihrem Album Volkslieder aus der heilen Welt eine Interpretation.
- Jan Koetsier, Es ist ein Schnitter, der heißt Tod. – Choralfantasie für Tuba und Orgel, op. 93 (1983)
- Wolfram Syré, Symphonie für Orgel über das Volkslied „Es ist ein Schnitter, heißt der Tod“ (Anno 1638), ISMN: 9790202429464, (Prelude et choral – Danse macabre (Totentanz) – Prière – Toccata), Eres Verlag, 28865 Lilienthal
- Mathias Siedel, Es ist ein Schnitter – Partita für Orgel in elf Sätzen (1983), ISMN: 9790007072735
- Thomas Elbern, Sänger der deutschen Wave-Band Escape with Romeo, nahm 1995 das Lied mit seinem Soloprojekt Elbern unter dem Namen Schnitterlied 95 auf dem Debütalbum Kalt und Elektrisch in textlich modifizierter Fassung auf.
- Die deutsche Gothic-Metal-Band Leichenwetter nahm 2005 das Gedicht auf dem Album Letzte Worte unter dem Titel Schnitterlied auf, wobei die Band die vierte und fünfte Strophe ausließ.
- Die deutsche Band ASP nahm eine textlich modifizierte Fassung auf dem im Jahre 2008 erschienenen Doppel-CD-Album Zaubererbruder – Der Krabat-Liederzyklus unter dem Namen Der Schnitter Tod auf.
- Die deutsche Folkgruppe Bube Dame König veröffentlichte 2015 eine Version des Liedes auf ihrem Album Traumländlein.
- Die deutsche Black-Metal-Band Horn veröffentlichte 2017 das durch das Lied inspirierte Album Turm am Hang.
- Die deutsche Folk-Rock-Band Versengold veröffentlichte 2023 das durch das Lied inspirierte Lied Tod und Trommeln.

## Rezeption
Volker Klüpfel und Michael Kobr verarbeiten in ihrem zweiten Kommissar-Kluftinger-Roman Erntedank (2004) das Erntelied als Vorlage für eine Mordserie. In Rainer Werner Fassbinders Berlin Alexanderplatz von 1980 wird die Eingangsstrophe des Liedes des Öfteren zitiert.